# Hallettsville
La ville de Hallettsville est le siège du comté de Lavaca, dans l’État du Texas, aux États-Unis. Sa population s’élevait à 2 550 habitants lors du recensement de 2010, estimée à 2 585 habitants en 2016.

## Source
- (en) Cet article est partiellement ou en totalité issu de l’article de Wikipédia en anglais intitulé « Hallettsville, Texas » (voir la liste des auteurs).